# 김용일 (축구 선수)
김용일(1994년 7월 6일 ~ )은 북한의 축구 선수로 현재 기관차체육단에서 미드필더로 활동 중이며 2014년 아시안 게임 은메달리스트이다.

## 수상

### 국가대표팀
조선민주주의인민공화국 U-23
- 아시안 게임 : 은메달 (2014)